# Amorphoscelis pulchra
Amorphoscelis pulchra är en bönsyrseart som beskrevs av Bolivar 1908. Amorphoscelis pulchra ingår i släktet Amorphoscelis och familjen Amorphoscelidae. Inga underarter finns listade i Catalogue of Life.